# Peter Nogly
Peter Nogly (* 14. ledna 1947, Lübeck) je bývalý německý fotbalista, obránce. Po skončení aktivní kariéry působil jako trenér.

## Fotbalová kariéra
Začínal v týmu 1. FC Phönix Lübeck. V Bundeslize hrál za Hamburger SV, nastoupil ve 320 ligových a dal 38 gólů. S Hamburger SV vyhrál v roce 1977 Pohár vítězů pohárů, v roce 1979 německou bundesligu a v roce 1976 pohár. V roce 1980 odešel z Hamburger SV, hrál v Kanadě za Edmonton Drillers a v USA za Tampa Bay Rowdies. Po návratu do Německa hrál v nižších německých soutěžích za týmy Hertha BSC, FC St. Pauli a VfB Lübeck. V Poháru mistrů evropských zemí nastoupil v 9 utkáních, v Poháru vítězů pohárů nastoupil v 8 utkáních a v Poháru UEFA nastoupil ve 23 utkáních a dal 3 góly. V Superpoháru UEFA nastoupil v 1 utkání. Za západoněmeckou reprezentaci nastoupil v roce 1977 ve 4 utkáních. Byl členem západoněmecké reprezentace na Mistrovství Evropy ve fotbale 1976, ale v utkání nenastoupil.

## Ligová bilance
| Ročník                                    | Zápasy | Góly | Klub                |
| ----------------------------------------- | ------ | ---- | ------------------- |
| 2. německá fotbalová Bundesliga 1967/1968 | 32     | 12   | 1. FC Phönix Lübeck |
| 2. německá fotbalová Bundesliga 1968/1969 | 30     | 10   | 1. FC Phönix Lübeck |
| Německá fotbalová Bundesliga 1969/1970    | 22     | 1    | Hamburger SV        |
| Německá fotbalová Bundesliga 1970/1971    | 26     | 6    | Hamburger SV        |
| Německá fotbalová Bundesliga 1971/1972    | 28     | 5    | Hamburger SV        |
| Německá fotbalová Bundesliga 1972/1973    | 32     | 2    | Hamburger SV        |
| Německá fotbalová Bundesliga 1973/1974    | 32     | 4    | Hamburger SV        |
| Německá fotbalová Bundesliga 1974/1975    | 33     | 3    | Hamburger SV        |
| Německá fotbalová Bundesliga 1975/1976    | 34     | 9    | Hamburger SV        |
| Německá fotbalová Bundesliga 1976/1977    | 20     | 1    | Hamburger SV        |
| Německá fotbalová Bundesliga 1977/1978    | 28     | 3    | Hamburger SV        |
| Německá fotbalová Bundesliga 1978/1979    | 34     | 1    | Hamburger SV        |
| Německá fotbalová Bundesliga 1979/1980    | 31     | 2    | Hamburger SV        |
| 2. německá fotbalová Bundesliga 1983/1984 | 18     | 2    | Hertha BSC          |
| 2. německá fotbalová Bundesliga 1984/1985 | 20     | 2    | FC St. Pauli        |
| CELKEM Německá fotbalová Bundesliga       | 320    | 38   |                     |